# Nederländerna i olympiska sommarspelen 1952
Nederländerna deltog med 104 deltagare vid de olympiska sommarspelen 1952 i Helsingfors. Totalt vann de fem silvermedaljer.

## Medaljer

### Silver
- Bertha Brouwer - Friidrott, 200 meter.
- Hannie Termeulen - Simning, 100 m frisim.
- Geertje Wielema - Simning, 100 m ryggsim.
- Hannie Termeulen, Marie-Louise Linssen-Vaessen, Koosje van Voorn och Irma Heijting-Schuhmacher - Simning, 4 x 100 m frisim.
- Jules Ancion, André Boerstra, Harry Derckx, Han Drijver, Dick Esser, Roepie Kruize, Dick Loggere, Lau Mulder, Eddy Tiel, Wim van Heel och Leonard Wery - Landhockey.